# Парчмент, Хансл
Хансл Джордж Парчмент (англ. Hansle George Parchment, род. 17 июня 1990 года) — ямайский легкоатлет, который специализируется в беге на 110 метров с барьерами. Олимпийский чемпион 2020 года. Двукратный серебряный призёр чемпионатов мира. Чемпион Универсиады 2011 года. На Олимпийских играх 2012 года выиграл бронзовую медаль с национальным рекордом — 13,12 сек. Выступал на чемпионате мира 2013 года в Москве, но не смог выйти в финал. 1 июня 2013 года стал победителем соревнований Eugene Prefontaine Classic с национальным рекордом — 13,05 сек. Имеет также опыт выступлений на «гладкой» 100-метровке.
В 2023 году на чемпионате мира по лёгкой атлетике, который состоялся в Будапеште, ямайский атлет, в беге с барьерами на 110 метров, с результатом 13,07 секунды стал серебряным медалистом чемпионата мира.
Является студентом университета Вест-Индии в Кингстоне.

## Сезон 2014 года
31 мая занял 2-е место на Prefontaine Classic — 13,20.